# 迪納莫斯足球會
迪納莫斯足球會（Dynamos Football Club）是一支位於津巴布韋哈拉雷的職業足球會，目前於津巴布韋超級足球聯賽角逐。

## 外部連結
- Dynamos FC news page – FootballZone